# WRESTLE PETER PAN 2022
『Wrestle Peter Pan 2022』（レッスルピーターパン2022）は、日本のプロレス団体DDTプロレスリングによって大田区総合体育館で行われた興行。

## 概要
- 本大会限定でソーシャルディスタンスを保った上での紙テープ投げ入れ・横断幕の掲示・不織布マスク着用での声援が解禁された[1][2]。

## 試合
| オープニングマッチ 30分一本勝負                                                                          |                                                                                          |                                                                                  |
| 岡田佑介 ○高鹿佑也 イルシオン                                                                            | 9分11秒 変形ストラングルホールド                                                         | 小嶋斗偉 石田有輝● 正田壮史                                                      |
| 第二試合 3WAY6人タッグマッチ 30分一本勝負                                                                |                                                                                          |                                                                                  |
| 飯野"セクシー"雄貴 男色"ダンディ"ディーノ ◯竹田"シャイニングボール"光珠 with今成"ファンタスティック"夢人 | 12分18秒 セクシーベイブリッジ→TKO勝ち                                                    | 大鷲透 平田一喜● アントーニオ本多 火野裕士 納谷幸男 スーパー・ササダンゴ・マシン |
| 第三試合 スペシャル6人タッグマッチ 30分一本勝負                                                          |                                                                                          |                                                                                  |
| ●吉村直巳 梅田公太 奥田啓介                                                                              | 12分44秒 蒼魔刀→体固め                                                                   | HARASHIMA○ 坂口征夫 岡谷英樹                                                     |
| 第四試合 川松真一朗デビュー戦～東京都議会議員vs文京区議会議員 30分一本勝負                               |                                                                                          |                                                                                  |
| ●川松真一朗 高木三四郎 高尾蒼馬                                                                          | 14分47秒 足4の字固め                                                                     | 西村修○ 大石真翔 彰人                                                            |
| 第五試合 スペシャルミックストタッグマッチ 30分一本勝負                                                   |                                                                                          |                                                                                  |
| 秋山準 ◯赤井沙希                                                                                         | 15分21秒 腕極め三角絞め                                                                  | クリス・ブルックス 朱崇花●                                                       |
| 第六試合 DDT EXTREME選手権試合～スペシャルハードコアマッチ 60分一本勝負                                  |                                                                                          |                                                                                  |
| ◯ジョーイ・ジャネラ （第55代王者）                                                                       | 18分56秒 デスバレードライバー・オン・ザ・有刺鉄線ボード＆テーブル・フロム・ラダー→体固め | 勝俣瞬馬● （挑戦者）                                                             |
| ※第55代王者が初防衛に成功                                                                                |                                                                                          |                                                                                  |
| 第七試合 DDT UNIVERSAL選手権試合 60分一本勝負                                                            |                                                                                          |                                                                                  |
| ●高梨将弘 （第7代王者）                                                                                  | 14分26秒 WR→片エビ固め                                                                   | 上野勇希◯ （挑戦者）                                                             |
| ※高梨が2度目の防衛に失敗、上野が第8代王者となる。                                                        |                                                                                          |                                                                                  |
| セミファイナル DDT旗揚げ25周年記念スペシャル6人タッグマッチ 30分一本勝負                                 |                                                                                          |                                                                                  |
| ◯竹下幸之介 MAO ヤス・ウラノ                                                                             | 20分41秒 ジャンピング・ニー→片エビ固め                                                   | ディック東郷 佐々木大輔 KANON● withMJポー 藤田ミノル                             |
| メインイベント KO-D無差別級選手権試合 60分一本勝負                                                       |                                                                                          |                                                                                  |
| ◯樋口和貞 （第79代王者）                                                                                 | 25分24秒 ブレーンクロー・スラム→体固め                                                   | 遠藤哲哉 ● （挑戦者）                                                            |
| ※第79代王者が初防衛に成功                                                                                |                                                                                          |                                                                                  |